# Los cuatro jinetes del Apocalipsis (Durero)

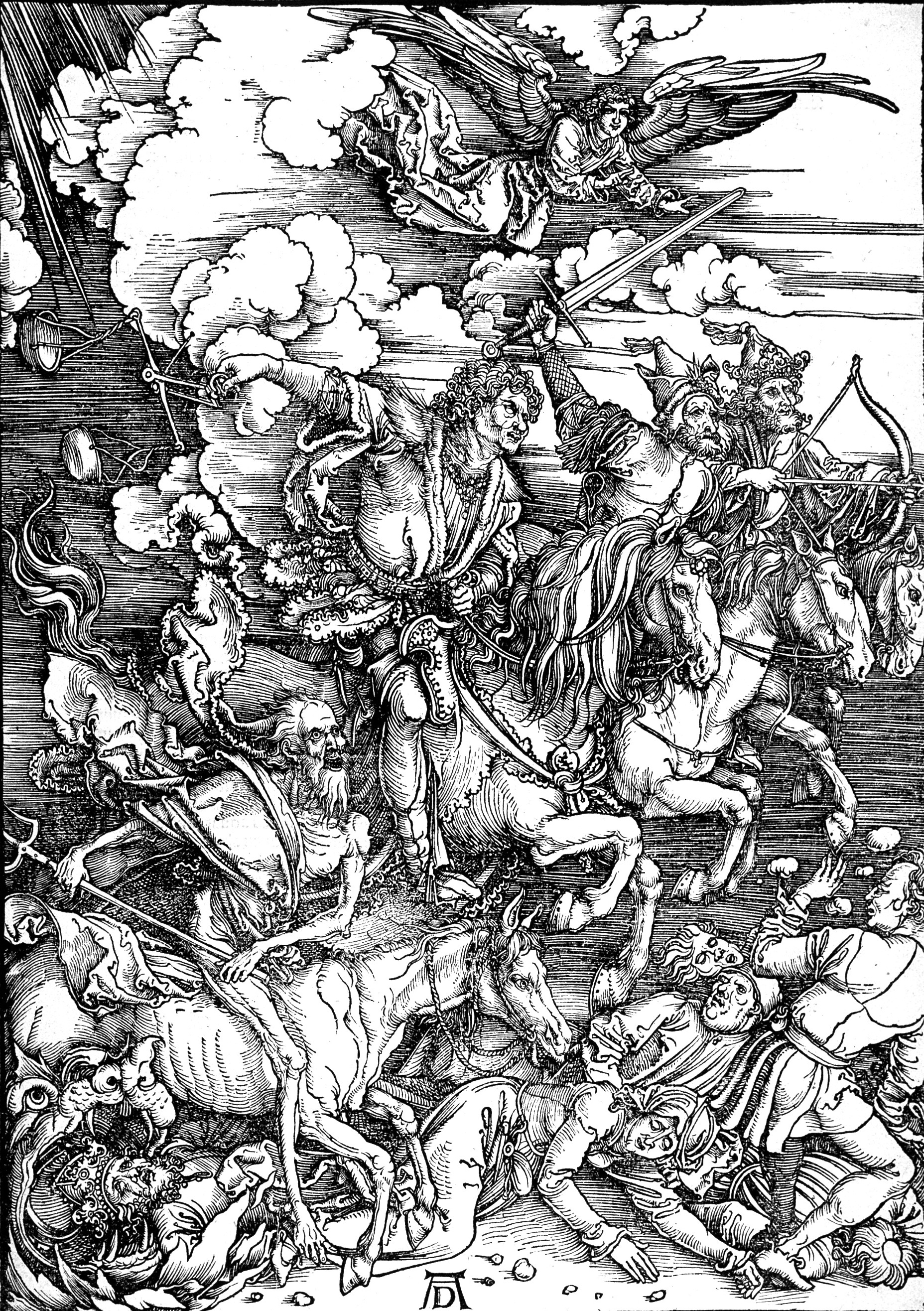
Los cuatro jinetes del Apocalipsis

Los cuatro jinetes del Apocalipsis es uno de los grabados más conocidos del Apocalipsis ilustrado por el pintor y grabador renacentista alemán Alberto Durero en 1498.

## Historia
La primera edición del Apocalipsis apareció en 1498, en una versión alemana y otra en latín; la segunda edición, en 1511, contenía el texto latino. El tema respondía al talante de la época, una inquietud religiosa muy extendida que culminaría con la Reforma y el cisma de la Iglesia.  Para algunos, el papa no era el representante de Cristo en la Tierra sino el Anticristo anunciado en el Apocalipsis (aunque de forma explícita y literal nunca se le menciona). Pero el mensaje, tal como lo difundió Durero, no era de condenación inapelable. En Los ángeles apaciguan a los cuatro vientos, los elegidos son gente ordinaria con las que el lector podía identificarse.
El libro de Durero fue el primero publicado por un artista a sus propias y exclusivas expensas. Los anteriores Apocalipsis miniados, en general habían tenido una disposición distinta, con ilustraciones a página completa distribuidas a lo largo del volumen, o pequeñas e insertas en el texto, o bien con hileras de imágenes explicadas mediante epígrafes. Durero reservó el haz de la página para el grabado y dispuso el texto en el dorso. Los artistas anteriores habían confiado en el color para completar el efecto vigoroso; Durero lo consiguió con el blanco y negro.

## Análisis de la obra
Se representa la escena descrita en el libro del Apocalipsis: cuando el Cordero abre los primeros cuatro sellos de la profecía del Juicio final, salen cabalgando cuatro jinetes, uno tras otro:
1. Uno de ellos lleva un arco, monta un caballo blanco y se dispone a conquistar;
2. Otro, con una gran espada, en un caballo rojo, va a desencadenar la destrucción;
3. Un tercero, que monta un caballo negro, lleva una balanza, representando el colapso y la crisis económica;
4. Finalmente, la Muerte, sobre un escuálido caballo, seguida por el Infierno, se dispone a aniquilar por el hambre y la pestilencia.

Semejante movimiento, casi un trueno audible, jamás se había expresado mediante la técnica e imaginación inspirada, no ha sido superado desde entonces. Aunque a Durero le encantaba experimentar con todas las técnicas, gracias a los grabados, realizados durante toda su carrera, estableció su independencia y extendió su arte. Mediante ellos podía llegar a públicos inmensos.

## Grabados posteriores de Durero
Durero siguió utilizando la xilografía y perfeccionó su técnica hasta notables alturas de virtuosismo, como en La Gran Pasión y La vida de la Virgen, publicados también como libros, en 1511. 
Sin embargo, en el grabado en cobre logró una maestría de modulación en el tono que realmente hace el color superfluo, como en el famoso Adán y Eva (1504). Su naturalismo nórdico está presente en la flora y fauna dibujadas, pues también éstas tienen significado simbólico. 
Tanto el dominio de la técnica como la riqueza de sus conocimientos, combinados con una invención fértil interminable, alcanzó su cumbre en las tres grandes placas singulares de 1513-1514: El caballero, la muerte y el demonio, San Jerónimo y Melancolía I. Estas obras, con su fantástica riqueza de detalles reunidos en composiciones de una consumada armonía, pueden leerse casi como opúsculos humanistas. El caballero es una alegoría del guerrero cristiano, San Jerónimo, de un sabio cristiano, y Melancolía una meditación sobre el proceso de creación, llena de alusiones recónditas. 
Durero grabó también varios retratos e ilustró tres obras teóricas incluyendo los importantes Cuatro libros sobre la proporción humana (1528).